# Тчев (гмина)
Тчев (пол. Tczew) — сельская гмина (волость) в Польше, входит как административная единица в Тчевский повет, Поморское воеводство. Население — 11 143 человека (на 2004 год).

## Демография
| Перепись                       | Всего   | Всего | Женщины | Женщины | Мужчины | Мужчины |
| ------------------------------ | ------- | ----- | ------- | ------- | ------- | ------- |
| Единицы                        | человек | %     | человек | %       | человек | %       |
| Население                      | 11 143  | 100   | 5559    | 49,9    | 5584    | 50,1    |
| Плотность населения (чел./км²) | 65,3    | 65,3  | 32,6    | 32,6    | 32,7    | 32,7    |

## Соседние гмины
1. Гмина Лихновы
2. Гмина Милорадз
3. Гмина Пщулки
4. Гмина Скаршевы
5. Гмина Старогард-Гданьски
6. Гмина Субковы
7. Гмина Сухы-Домб
8. Тчев
9. Гмина Тромбки-Вельке